# Ханак (Ардахан)
Ханак (тур. Hanak; груз. ერუშეთი — Эрушети) — район и город в провинции Ардахан на северо-востоке Турции.